# Kopparvallen
Der Kopparvallen ist ein Fußballstadion in der ostschwedischen Stadt Åtvidaberg. Die Anlage ist Austragungsort der Heimspiele des Fußballclubs Åtvidabergs FF.

## Geschichte
Im Oktober 1915 half das in Åtvidaberg ansässige Unternehmen Åtvidabergs Förenade Industrier mit Staatshilfe in Höhe von 14.000 schwedischen Kronen, den in einem vormaligen Sumpfgebiet gelegenen Platz zu errichten. 1920 eröffnete die Fußballmannschaft des Åtvidabergs IF mit einem Spiel gegen IK Sleipner, das mit einer 3:6-Niederlage für die Heimmannschaft endete, den mittlerweile eingezäunten Platz.
1932 erhielt der Sportplatz eine Tribüne auf Höhe der Mittellinie. Nachdem sich 1935 Åtvidabergs IF in mehrere, mit speziellen Sportarten betraute Vereine aufgeteilt hatte, wurde im folgenden Jahr der Name „Kopparvallen“ vorgeschlagen, um an den Kupferabbau im Ort zu erinnern. Seinerzeit war das Stadion im Winter regelmäßig mit einer Eisbahn für Bandyspiele bedeckt. 1937 entstand das markante Eingangstor aus Holz mit den beiden Kassierhäuschen, fünf Jahre später wurde der Anlage ein zweiter Sportplatz hinzugefügt.
Nachdem bis in die 1950er Jahre eine nahegelegene Schule als Umkleide gedient hatte, stiftete Facit AB 1958 dem Klub ein Vereinslokal mit Umkleidekabinen. In den folgenden Jahren intensivierte sich die Nutzung, so dass eine Renovierung fällig war. Zwischen 1965 und 1972 wurde das Stadion umgebaut, nicht zuletzt wegen der Erfolgsgeschichte des von Facit AB unterstützten Åtvidabergs FF, der in die Allsvenskan aufgestiegen war. Dazu wurden neue Tribünen, eine überdachte Tribüne mit Sitzplätzen als Haupttribüne und gegenüberliegend einen unüberdachte Stehplatztribüne, und ein neues Vereinsheim erbaut. Anfang der 1970er gehörte die Mannschaft zu den führenden Klubs in Schweden und gewann zwei Meisterschaften sowie zweimal den Landespokal. Daraufhin trat sie im Stadion im Europapokal an und empfing Mannschaften wie den FC Chelsea oder den FC Bayern München.
1972/73 geriet Facit AB in Schieflage und verkaufte das Stadion an Electrolux, die die Anlage kurze Zeit später an die Stadt Åtvidaberg veräußerte. Ohne den Sponsor konnte die Mannschaft von Åtvidabergs FF nicht an die Erfolge anknüpfen und rutschte in den unterklassigen Ligabereich ab.
Im Sommer 1992 bezog die deutsche Nationalmannschaft bei der Europameisterschaft ihr Quartier in Åtvidaberg und nutzte das Stadion als Trainingsgelände. Im selben Jahr brannte das Vereinsheim ab, das durch einen zwei Jahre später eingeweihten Neubau ersetzt wurde. 1999 kehrte der internationale Fußball ins Stadion zurück, als drei Gruppenspiele der U-18-Europameisterschaft 1999 auf dem Spielfeld ausgetragen wurden.
Nachdem sich Åtvidabergs FF nach dem Wiederaufstieg 2001 in der zweitklassigen Superettan etabliert hatte, gelang der Mannschaft 2005 der erneute Einzug ins Pokalfinale. Zwar verlor die Mannschaft dort gegen den Landesmeister Djurgårdens IF, war aber dennoch für den UEFA-Pokal qualifiziert. Da die UEFA dem Stadion keine Freigabe erteilte, musste die Mannschaft ins Värendsvallen nach Växjö bzw. den Idrottsparken nach Norrköping ausweichen. Nachdem sich im Oktober 2009 der Wiederaufstieg des Klubs in die Allsvenskan abzeichnete, kamen Diskussionen über die Zukunft des Stadions auf. In der anschließenden Winterpause wurde einige Änderungen am Stadion vorgenommen, die u. a. die Sitzplätze, Souvenirstände, Toiletten und die Pressetribüne betrafen. Zudem erhielt das Stadion während der Sommerpause im Juli 2010 einen Kunstrasenbelag.